# Hellas Verona Football Club 2024-2025
Questa voce raccoglie le informazioni riguardanti l'Hellas Verona Football Club nelle competizioni ufficiali della stagione 2024-2025.

## Stagione
Terminata la stagione precedente, Baroni si svincola consensualmente per accasarsi alla Lazio e al suo posto, il 13 luglio la società ingaggia Paolo Zanetti, reduce da una stagione e un mese trascorsi sulla panchina dell'Empoli.
Nel mercato estivo rientrano Faraoni e Ceccherini al posto di Folorunsho, Cabal, Bonazzoli e Noslin (quest'ultimo segue Baroni alla Lazio), rimpiazzati da Harroui, Kastanos, Livramento e Mosquera.
In Coppa Italia gli scaligeri vengono eliminati subito ai trentaduesimi (1-2) dal Cesena schiacciasassi neopromosso in Serie B.
All'esordio in campionato, il Verona batte sorprendentemente per 3-0 il Napoli (vincitore della stagione all'ultima giornata) in casa al Bentegodi; grazie ai goal di due dei nuovi acquisti gialloblù, il colombiano Mosquera (autore di una doppietta) e il capoverdiano di belle speranze Livramento. Nonostante la sconfitta con il medesimo risultato contro la Juventus di Motta, gli scaligeri espugnano il campo del Genoa (0-2) a 32 anni dall'ultima volta. Al ritorno dalle nazionali vengono tre sconfitte consecutive contro Lazio (2-1), Torino (2-3) e in casa del neopromosso Como, con lo stesso risultato e una pessima gestione arbitrale. Gli scaligeri tornano alla vittoria prima della seconda sosta sconfiggendo in rimonta il neopromosso Venezia di Di Francesco nel derby regionale.
A causa del gioco scarsamente difensivo, la squadra incassa otto sconfitte, tra cui quelle negli scontri diretti in casa con l'Empoli e in casa di Lecce e Cagliari. Le rocambolesche vittorie interne con la Roma e in casa del neopromosso Parma e Bologna, assieme al primo pareggio stagionale interno con l'Udinese e i passi falsi degli avversari diretti, i gialloblù chiudono il girone d'andata al 15º posto, a poche lunghezze dalla zona pericolosa.
Nel mese di dicembre il patron Maurizio Setti avvia le trattative di cessione della società al fondo texano Presidio Investors; l'accordo giunge il 18 dicembre ad una cifra compresa tra i 70 e gli 80 milioni di euro. Nonostante uno stallo iniziale, l'ufficialità definitiva giunge il 15 gennaio 2025 e la carica di presidente passa a Italo Zanzi.
Anche nel girone di ritorno gli scaligeri iniziano arrancando, ma alla 22ª giornata riescono a frenare i rivali del Venezia, conquistando poi la prima vittoria del nuovo anno in casa del Monza ultimo in classifica, contribuendo alla sua retrocessione. Nonostante la sconfitta esterna contro al Milan (al termine della quale uno steward del Meazza aggredisce provocatoriamente un tifoso) i gialloblù hanno un rendimento crescente in trasferta e fanno 3 punti contro alla Fiorentina. Le sconfitte contro Juventus fuori e Bologna in casa vanno al centro di polemiche per arbitraggio a senso unico La vittoria di Udine si rivela cruciale, in quanto il lungo infortunio di Tengstedt e le scarse capacità di Sarr davanti fanno rosicchiare due punti (contro il diretto avversario Parma e il Torino) nelle successive cinque giornate, eppure il verdetto si avvicina a partire dalla 37ª giornata (pareggi contro Lecce e Como già salvo), complici i passi giusti dei concorrenti alle spalle. All'ultima giornata, nonostante un affaticamento muscolare del numero uno Montipò, gli scaligeri battono (1-2) l'Empoli, "vendicando" pesantemente la sconfitta dell'andata: la vittoria esterna non solo consegna la salvezza alla squadra (complici i risultati degli altri concorrenti), fa anche piombare gli azzurri in Serie B.

## Divise e sponsor
Viene confermato il fornitore di materiale, Joma, gli sponsor ufficiali sono 958 Santero e Conforama, il back sponsor è Vetrocar mentre lo sleeve sponsor è Drivalia.
La divisa casalinga, chiamata Dall'85 all'eternità, è complessivamente la terza reinterpretazione di quella del 1984-85 (dopo la celebrativa del 2005 e la casalinga del 2010-11), oltre a celebrare appunto il 40º anniversario dello scudetto è stata presentata da Roberto Tricella, capitano e libero di tale stagione. Quella da trasferta è bianca con maniche blu e su di essa sono raffigurate vene marmoree in riferimento al trofeo dello scudetto. La terza, completamente nera con i dettagli dorati, deve i colori a quelli della fondazione societaria benefica. Il 3 aprile è stata presentata una divisa celebrativa per il 40º del tricolore identica a quella casalinga ma a colori invertiti e in sole 1985 unità, cifra riferita all'anno della vittoria, che è stata indossata solo nella partita casalinga contro al Lecce (36ª giornata).
| Casa | Trasferta | Terza divisa | Celebrativa |

## Rosa
| N. |                        | Ruolo | Calciatore               |
| -- | ---------------------- | ----- | ------------------------ |
| 1  | Italia (bandiera)      | P     | Lorenzo Montipò          |
| 2  | Inghilterra (bandiera) | D     | Daniel Oyegoke           |
| 3  | Danimarca (bandiera)   | D     | Martin Frese             |
| 4  | Austria (bandiera)     | D     | Flavius Daniliuc         |
| 5  | Italia (bandiera)      | D     | Davide Faraoni           |
| 6  | Marocco (bandiera)     | C     | Reda Belahyane           |
| 6  | Argentina (bandiera)   | D     | Nicolás Valentini        |
| 7  | Paesi Bassi (bandiera) | A     | Elayis Tavşan            |
| 7  | Francia (bandiera)     | A     | Mathis Lambourde         |
| 8  | Serbia (bandiera)      | C     | Darko Lazović (capitano) |
| 9  | Svezia (bandiera)      | A     | Amin Sarr                |
| 10 | Serbia (bandiera)      | A     | Stefan Mitrović          |
| 10 | Senegal (bandiera)     | C     | Cheikh Niasse            |
| 11 | Danimarca (bandiera)   | A     | Casper Tengstedt         |
| 12 | Croazia (bandiera)     | D     | Domagoj Bradarić         |
| 14 | Capo Verde (bandiera)  | A     | Dailon Livramento        |
| 15 | Francia (bandiera)     | D     | Yllan Okou               |
| 17 | Italia (bandiera)      | D     | Federico Ceccherini      |
| 17 | Belgio (bandiera)      | C     | Ayanda Sishuba           |
| 18 | Marocco (bandiera)     | C     | Abdou Harroui            |
| 19 | Danimarca (bandiera)   | C     | Tobias Slotsager         |

| N. |                           | Ruolo | Calciatore          |
| -- | ------------------------- | ----- | ------------------- |
| 20 | Cipro (bandiera)          | C     | Grīgorīs Kastanos   |
| 21 | Portogallo (bandiera)     | C     | Dani Silva          |
| 22 | Italia (bandiera)         | P     | Alessandro Berardi  |
| 23 | Italia (bandiera)         | D     | Giangiacomo Magnani |
| 24 | Francia (bandiera)        | C     | Antoine Bernède     |
| 25 | Germania (bandiera)       | C     | Suat Serdar         |
| 27 | Polonia (bandiera)        | D     | Paweł Dawidowicz    |
| 29 | Germania (bandiera)       | A     | Faride Alidou       |
| 30 | Brasile (bandiera)        | D     | Luan Patrick        |
| 31 | Slovacchia (bandiera)     | C     | Tomáš Suslov        |
| 33 | Slovacchia (bandiera)     | C     | Ondrej Duda         |
| 34 | Italia (bandiera)         | P     | Simone Perilli      |
| 35 | Colombia (bandiera)       | A     | Daniel Mosquera     |
| 38 | Camerun (bandiera)        | C     | Jackson Tchatchoua  |
| 72 | Costa d'Avorio (bandiera) | A     | Junior Ajayi        |
| 80 | Italia (bandiera)         | A     | Alphadjo Cissè      |
| 82 | Italia (bandiera)         | D     | Christian Corradi   |
| 87 | Italia (bandiera)         | D     | Daniele Ghilardi    |
| 98 | Italia (bandiera)         | P     | Federico Magro      |
| 99 | Svezia (bandiera)         | D     | Karlson Nwanege     |

## Calciomercato

### Sessione estiva(dall'1/07 al 30/08)
| Acquisti         | Acquisti            | Acquisti              | Acquisti                         |
| R.               | Nome                | da                    | Modalità                         |
| ---------------- | ------------------- | --------------------- | -------------------------------- |
| D                | Domagoj Bradarić    | Salernitana           | prestito con opzione             |
| D                | Flavius Daniliuc    | Salernitana           | prestito con opzione             |
| D                | Davide Faraoni      | Fiorentina            | fine prestito                    |
| D                | Martin Frese        | Nordsjælland          | svincolato                       |
| D                | Daniele Ghilardi    | Sampdoria             | fine prestito                    |
| D                | Yllan Okou          | Bastia                | prestito con opzione             |
| C                | Abdou Harroui       | Frosinone             | definitivo                       |
| C                | Grīgorīs Kastanos   | Salernitana           | prestito con obbligo di riscatto |
| A                | Faride Alidou       | Eintracht Francoforte | prestito con opzione             |
| A                | Mathis Lambourde    | Rennes                | definitivo                       |
| A                | Dailon Livramento   | MVV                   | definitivo                       |
| A                | Daniel Mosquera     | América de Cali       | definitivo                       |
| A                | Amin Sarr           | Olympique Lione       | prestito con opzione             |
| A                | Casper Tengstedt    | Benfica               | prestito con opzione             |
| Altre operazioni |                     |                       |                                  |
| R.               | Nome                | da                    | Modalità                         |
| D                | Federico Ceccherini | Fatih Karagümrük      | fine prestito                    |
| D                | Mert Çetin          | Ankaragücü            | fine prestito                    |
| D                | Christian Corradi   | L.R. Vicenza          | definitivo                       |
| D                | Koray Günter        | Fatih Karagümrük      | fine prestito                    |
| C                | Charlys             | Vitória Guimarães     | riscatto prestito                |
| C                | Ajdin Hrustic       | Heracles Almelo       | fine prestito                    |
| C                | Mateusz Praszelik   | Cosenza               | fine prestito                    |
| C                | Suat Serdar         | Hertha Berlino        | riscatto prestito                |
| C                | Ayanda Sishuba      | Lens                  | definitivo                       |
| C                | Jackson Tchatchoua  | Charleroi             | riscatto prestito                |
| A                | Jayden Braaf        | Fortuna Sittard       | fine prestito                    |
| A                | Yayah Kallon        | Bari                  | fine prestito                    |
| A                | Kevin Lasagna       | Fatih Karagümrük      | fine prestito                    |
| A                | Jordi Mboula        | Racing Santander      | fine prestito                    |

| Cessioni         | Cessioni            | Cessioni         | Cessioni                         |
| R.               | Nome                | a                | Modalità                         |
| ---------------- | ------------------- | ---------------- | -------------------------------- |
| D                | Juan David Cabal    | Juventus         | definitivo (11 milioni)          |
| D                | Fabien Centonze     | Nantes           | fine prestito                    |
| D                | Rúben Vinagre       | Sporting Lisbona | fine prestito                    |
| C                | Michael Folorunsho  | Napoli           | fine prestito                    |
| A                | Federico Bonazzoli  | Salernitana      | fine prestito                    |
| A                | Thomas Henry        | Palermo          | prestito con opzione             |
| A                | Stefan Mitrović     | OH Lovanio       | prestito                         |
| A                | Tijjani Noslin      | Lazio            | definitivo                       |
| A                | Karol Świderski     | Charlotte FC     | fine prestito                    |
| A                | Elayis Tavşan       | Cesena           | prestito                         |
| Altre operazioni |                     |                  |                                  |
| R.               | Nome                | a                | Modalità                         |
| D                | Federico Ceccherini | Cremonese        | definitivo                       |
| D                | Mert Çetin          |                  | rescissione consensuale          |
| D                | Koray Günter        | Göztepe          | prestito                         |
| D                | Kevin Rüegg         | Basilea          | riscatto prestito                |
| C                | Charlys             | Cosenza          | prestito con opzione             |
| C                | Ajdin Hrustic       | Salernitana      | definitivo                       |
| C                | Mateusz Praszelik   | Südtirol         | prestito                         |
| A                | Jayden Braaf        | Salernitana      | prestito                         |
| A                | Yayah Kallon        | Salernitana      | prestito                         |
| A                | Kevin Lasagna       | Bari             | prestito con obbligo di riscatto |
| A                | Jordi Mboula        | Gil Vicente      | definitivo                       |

### Sessione invernale(dal 2/01 al 3/02)
| Acquisti         | Acquisti          | Acquisti   | Acquisti                         |
| R.               | Nome              | da         | Modalità                         |
| ---------------- | ----------------- | ---------- | -------------------------------- |
| D                | Daniel Oyegoke    | Hearts     | definitivo                       |
| D                | Luan Patrick      | -          | svincolato                       |
| D                | Nicolás Valentini | Fiorentina | prestito                         |
| C                | Antoine Bernède   | Losanna    | prestito con obbligo di riscatto |
| C                | Cheikh Niasse     | Young Boys | prestito con obbligo di riscatto |
| Altre operazioni |                   |            |                                  |
| R.               | Nome              | da         | Modalità                         |
| D                | Tobias Slotsager  | Odense     | definitivo                       |

| Cessioni         | Cessioni            | Cessioni              | Cessioni                |
| R.               | Nome                | a                     | Modalità                |
| ---------------- | ------------------- | --------------------- | ----------------------- |
| D                | Giangiacomo Magnani | Palermo               | definitivo (600 mila €) |
| C                | Reda Belahyane      | Lazio                 | definitivo              |
| C                | Dani Silva          | Midtjylland           | definitivo              |
| A                | Faride Alidou       | Eintracht Francoforte | fine prestito           |
| Altre operazioni |                     |                       |                         |
| R.               | Nome                | da                    | Modalità                |
| D                | Christian Corradi   | Catanzaro             | prestito                |
| C                | Ayanda Sishuba      | Rennes                | definitivo              |
| A                | Juan Manuel Cruz    | Cosenza               | prestito                |

## Risultati

### Serie A

#### Girone di andata
| Arbitro: | Marchetti (Ostia Lido) |

|                                    |           |  |
| Livramento 50’ Mosquera 75’, 90+4’ | Marcatori |  |

| Arbitro: | Giua (Olbia) |

|  |           |                              |
|  | Marcatori | 28’, 53’ Vlahović 39’ Savona |

| Arbitro: | Ayroldi (Molfetta) |

|  |           |                                    |
|  | Marcatori | 55’ Tcatchoua 64’ (rig.) Tengstedt |

| Arbitro: | Zufferli (Udine) |

|                        |           |              |
| Dia 5’ Castellanos 20’ | Marcatori | 7’ Tengstedt |

| Arbitro: | Marinelli (Tivoli) |

|                             |           |                                   |
| Kastanos 12’ Mosquera 90+3’ | Marcatori | 10’ Sanabria 33’ Zapata 79’ Adams |

| Arbitro: | Giua (Olbia) |

|                              |           |                                    |
| Cutrone 44’, 72’ Belotti 89’ | Marcatori | 53’ (rig.) Lazović 90+4’ Lambourde |

| Arbitro: | Guida (Torre Annunziata) |

|                                 |           |              |
| Tengstedt 9’ Joronen 81’ (aut.) | Marcatori | 2’ Oristanio |

| Arbitro: | Dionisi (L'Aquila) |

|  |           |                         |
|  | Marcatori | 9’, 74’ Mota 79’ Bianco |

| Arbitro: | Feliciani (Teramo) |

|                                                              |           |          |
| De Roon 6’ Retegui 9’, 58’ De Ketelaere 14’ Lookman 29’, 34’ | Marcatori | 42’ Sarr |

| Arbitro: | Mariani (Aprilia) |

|           |           |  |
| Dorgu 51’ | Marcatori |  |

| Arbitro: | Marcenaro (Genova) |

|                                       |           |                      |
| Tengstedt 13’ Magnani 34’ Harroui 88’ | Marcatori | 28’ Soulé 53’ Dobvyk |

| Arbitro: | Zufferli (Udine) |

|                     |           |            |
| Kean 4’, 59’, 90+2’ | Marcatori | 18’ Serdar |

| Arbitro: | Colombo (Como) |

|  |           |                                                    |
|  | Marcatori | 17’ Correa 22’, 25’ Thuram 31’ de Vrij 41’ Bisseck |

| Arbitro: | Mariani (Aprilia) |

|             |           |  |
| Piccoli 75’ | Marcatori |  |

| Arbitro: | Di Bello (Brindisi) |

|               |           |                                          |
| Tengstedt 35’ | Marcatori | 16’, 19’ Esposito 32’ Cacace 42’ Colombo |

| Arbitro: | Sozza (Seregno) |

|               |           |                                  |
| Sohm 19’, 90’ | Marcatori | 5’ Coppola 57’ Sarr 75’ Mosquera |

| Arbitro: | Marinelli (Tivoli) |

|  |           |               |
|  | Marcatori | 56’ Reijnders |

| Arbitro: | Ayroldi (Molfetta) |

|                    |           |                                            |
| Domínguez 20’, 58’ | Marcatori | 38’ Sarr 45+2’ Tengstedt 88’ (aut.) Castro |

| Verona 4 gennaio 2025, ore 20:45 CET 19ª giornata | Verona             | 0 – 0 referto | Udinese | Stadio Marcantonio Bentegodi (23 663 spett.)\| Arbitro: \| Dionisi (L'Aquila) \| |
| Arbitro:                                          | Dionisi (L'Aquila) |               |         |                                                                                  |

#### Girone di ritorno
| Arbitro: | Zufferli (Udine) |

|                                |           |  |
| Montipò 5’ (aut.) Anguissa 61’ | Marcatori |  |

| Arbitro: | Fabbri (Ravenna) |

|  |           |                               |
|  | Marcatori | 2’ Gigot 21’ Dia 58’ Zaccagni |

| Arbitro: | Manganiello (Pinerolo) |

|            |           |                |
| Zerbin 28’ | Marcatori | 76’ Tchatchoua |

| Arbitro: | Massa (Imperia) |

|  |           |                    |
|  | Marcatori | 13’ (aut.) Leković |

| Arbitro: | Sozza (Seregno) |

|  |           |                                        |
|  | Marcatori | 21’, 25’, 44’, 56’ Retegui 37’ Éderson |

| Arbitro: | Fourneau (Roma 1) |

|             |           |  |
| Giménez 75’ | Marcatori |  |

| Arbitro: | Di Bello (Brindisi) |

|               |           |  |
| Bernède 90+5’ | Marcatori |  |

| Arbitro: | Marchetti (Ostia Lido) |

|                            |           |  |
| Thuram 72’ Koopmeiners 90’ | Marcatori |  |

| Arbitro: | Rapuano (Rimini) |

|              |           |                           |
| Mosquera 80’ | Marcatori | 40’ Odgaard 78’ Cambiaghi |

| Arbitro: | Ayroldi (Molfetta) |

|  |           |          |
|  | Marcatori | 72’ Duda |

| Verona 31 marzo 2025, ore 18:30 CEST 30ª giornata | Verona            | 0 – 0 referto | Parma | Stadio Marcantonio Bentegodi (22 706 spett.)\| Arbitro: \| Sacchi (Macerata) \| |
| Arbitro:                                          | Sacchi (Macerata) |               |       |                                                                                 |

| Arbitro: | Bonacina (Bergamo) |

|           |           |          |
| Elmas 67’ | Marcatori | 64’ Sarr |

| Verona 13 aprile 2025, ore 15:00 CEST 32ª giornata | Verona                 | 0 – 0 referto | Genoa | Stadio Marcantonio Bentegodi (27 724 spett.)\| Arbitro: \| Marchetti (Ostia Lido) \| |
| Arbitro:                                           | Marchetti (Ostia Lido) |               |       |                                                                                      |

| Arbitro: | Pairetto (Nichelino) |

|               |           |  |
| Shomurodov 4’ | Marcatori |  |

| Arbitro: | Abisso (Palermo) |

|  |           |                            |
|  | Marcatori | 30’ Pavoletti 90+3’ Deiola |

| Arbitro: | Manganiello (Pinerolo) |

|                   |           |  |
| Asllani 9’ (rig.) | Marcatori |  |

| Arbitro: | Maresca (Napoli) |

|             |           |              |
| Coppola 41’ | Marcatori | 23’ Krstović |

| Arbitro: | Abisso (Palermo) |

|             |           |              |
| Lazović 69’ | Marcatori | 29’ Caqueret |

| Arbitro: | Doveri (Roma 1) |

|             |           |                        |
| Fazzini 43’ | Marcatori | 4’ Serdar 69’ Bradarić |

### Coppa Italia
| Arbitro: | Crezzini (Siena) |

|               |           |                        |
| Tengstedt 75’ | Marcatori | 44’ Kargbo 49’ Shpendi |

## Statistiche
Statistiche aggiornate al 25 maggio 2025.

### Statistiche di squadra
| Competizione | Punti | In casa | In casa | In casa | In casa | In casa | In casa | In trasferta | In trasferta | In trasferta | In trasferta | In trasferta | In trasferta | Totale | Totale | Totale | Totale | Totale | Totale | DR  |
| Competizione | Punti | G       | V       | N       | P       | Gf      | Gs      | G            | V            | N            | P            | Gf           | Gs           | G      | V      | N      | P      | Gf     | Gs     | DR  |
| ------------ | ----- | ------- | ------- | ------- | ------- | ------- | ------- | ------------ | ------------ | ------------ | ------------ | ------------ | ------------ | ------ | ------ | ------ | ------ | ------ | ------ | --- |
| Serie A      | 37    | 19      | 4       | 5       | 10      | 15      | 36      | 19           | 6            | 2            | 11           | 19           | 30           | 38     | 10     | 7      | 21     | 34     | 66     | -32 |
| Coppa Italia | -     | 1       | 0       | 0       | 1       | 1       | 2       | -            | -            | -            | -            | -            | -            | 1      | 0      | 0      | 1      | 1      | 2      | -1  |
| Totale       | -     | 20      | 4       | 5       | 11      | 16      | 38      | 19           | 6            | 2            | 11           | 19           | 30           | 39     | 10     | 7      | 22     | 35     | 68     | -33 |

### Andamento in campionato
| Giornata  | 1 | 2 | 3 | 4 | 5 | 6  | 7  | 8  | 9  | 10 | 11 | 12 | 13 | 14 | 15 | 16 | 17 | 18 | 19 | 20 | 21 | 22 | 23 | 24 | 25 | 26 | 27 | 28 | 29 | 30 | 31 | 32 | 33 | 34 | 35 | 36 | 37 | 38 |
| --------- | - | - | - | - | - | -- | -- | -- | -- | -- | -- | -- | -- | -- | -- | -- | -- | -- | -- | -- | -- | -- | -- | -- | -- | -- | -- | -- | -- | -- | -- | -- | -- | -- | -- | -- | -- | -- |
| Luogo     | C | C | T | T | C | T  | C  | C  | T  | T  | C  | T  | C  | T  | C  | T  | C  | T  | C  | T  | C  | T  | T  | C  | T  | C  | T  | C  | T  | C  | T  | C  | T  | C  | T  | C  | C  | T  |
| Risultato | V | P | V | P | P | P  | V  | P  | P  | P  | V  | P  | P  | P  | P  | V  | P  | V  | N  | P  | P  | N  | V  | P  | P  | V  | P  | P  | V  | N  | N  | N  | P  | P  | P  | N  | N  | V  |
| Posizione | 1 | 8 | 5 | 7 | 9 | 14 | 12 | 12 | 12 | 13 | 13 | 13 | 14 | 17 | 17 | 14 | 17 | 16 | 15 | 15 | 18 | 16 | 13 | 16 | 16 | 14 | 14 | 15 | 14 | 14 | 14 | 14 | 14 | 15 | 15 | 15 | 15 | 14 |

Fonte:  Serie A – Classifica, su legaseriea.it.
Legenda:

Luogo: C = Casa; T = Trasferta. Risultato: V = Vittoria; N = Pareggio; P = Sconfitta.

### Statistiche dei giocatori
Sono in corsivo i calciatori che hanno lasciato la società a stagione in corso.
| Giocatore     | Serie A  | Serie A | Serie A     | Serie A    | Coppa Italia | Coppa Italia | Coppa Italia | Coppa Italia | Totale   | Totale | Totale      | Totale     |
| Giocatore     | Presenze | Reti    | Ammonizioni | Espulsioni | Presenze     | Reti         | Ammonizioni  | Espulsioni   | Presenze | Reti   | Ammonizioni | Espulsioni |
| ------------- | -------- | ------- | ----------- | ---------- | ------------ | ------------ | ------------ | ------------ | -------- | ------ | ----------- | ---------- |
| J. Ajayi      | 2        | 0       | 0           | 0          | 0            | 0            | 0            | 0            | 2        | 0      | 0           | 0          |
| F. Alidou     | 3        | 0       | 0           | 0          | -            | -            | -            | -            | 3        | 0      | 0           | 0          |
| R. Belahyane  | 22       | 0       | 5           | 1          | 0            | 0            | 0            | 0            | 22       | 0      | 5           | 1          |
| A. Berardi    | 0        | 0       | 1           | 0          | 0            | 0            | 0            | 0            | 0        | 0      | 1           | 0          |
| A. Bernède    | 14       | 1       | 2           | 0          | -            | -            | -            | -            | 14       | 1      | 2           | 0          |
| D. Bradarić   | 28       | 1       | 6           | 0          | -            | -            | -            | -            | 28       | 1      | 6           | 0          |
| F. Ceccherini | -        | -       | -           | -          | 0            | 0            | 0            | 0            | 0        | 0      | 0           | 0          |
| A. Cissè      | 2        | 0       | 0           | 0          | 0            | 0            | 0            | 0            | 2        | 0      | 0           | 0          |
| D. Coppola    | 34       | 2       | 9           | 0          | 1            | 0            | 1            | 0            | 35       | 2      | 10          | 0          |
| C. Corradi    | 0        | 0       | 0           | 0          | 0            | 0            | 0            | 0            | 0        | 0      | 0           | 0          |
| F. Daniliuc   | 18       | 0       | 0           | 0          | -            | -            | -            | -            | 18       | 0      | 0           | 0          |
| P. Dawidowicz | 26       | 0       | 7           | 1          | 1            | 0            | 0            | 0            | 27       | 0      | 7           | 1          |
| O. Duda       | 28       | 1       | 12          | 1          | 1            | 0            | 1            | 0            | 29       | 1      | 13          | 1          |
| D. Faraoni    | 8        | 0       | 1           | 0          | -            | -            | -            | -            | 8        | 0      | 1           | 0          |
| M. Frese      | 11       | 0       | 0           | 0          | -            | -            | -            | -            | 11       | 0      | 0           | 0          |
| D. Ghilardi   | 24       | 0       | 7           | 1          | 0            | 0            | 0            | 0            | 24       | 0      | 7           | 1          |
| A. Harroui    | 10       | 1       | 1           | 0          | 1            | 0            | 0            | 0            | 11       | 1      | 1           | 0          |
| G. Kastanos   | 27       | 2       | 3           | 0          | 1            | 0            | 0            | 0            | 28       | 2      | 3           | 0          |
| M. Lambourde  | 7        | 1       | 1           | 0          | -            | -            | -            | -            | 7        | 1      | 1           | 0          |
| D. Lazović    | 27       | 2       | 0           | 0          | 1            | 0            | 0            | 0            | 28       | 2      | 0           | 0          |
| D. Livramento | 29       | 1       | 2           | 1          | 1            | 0            | 0            | 0            | 30       | 1      | 2           | 1          |
| G. Magnani    | 17       | 1       | 2           | 0          | 1            | 0            | 1            | 0            | 18       | 1      | 3           | 0          |
| F. Magro      | 0        | 0       | 0           | 0          | -            | -            | -            | -            | 0        | 0      | 0           | 0          |
| S. Mitrović   | 0        | 0       | 0           | 0          | 0            | 0            | 0            | 0            | 0        | 0      | 0           | 0          |
| L. Montipò    | 36       | -64     | 0           | 0          | 1            | -2           | 0            | 0            | 37       | -66    | 0           | 0          |
| D. Mosquera   | 35       | 5       | 4           | 0          | 1            | 0            | 0            | 0            | 36       | 5      | 4           | 0          |
| C. Niasse     | 11       | 0       | 4           | 0          | -            | -            | -            | -            | 11       | 0      | 4           | 0          |
| K. Nwanege    | -        | -       | -           | -          | 0            | 0            | 0            | 0            | 0        | 0      | 0           | 0          |
| Y. Okou       | 1        | 0       | 0           | 0          | 1            | 0            | 0            | 0            | 2        | 0      | 0           | 0          |
| D. Oyegoke    | 5        | 0       | 1           | 0          | -            | -            | -            | -            | 5        | 0      | 1           | 0          |
| L. Patrick    | 0        | 0       | 0           | 0          | -            | -            | -            | -            | 0        | 0      | 0           | 0          |
| S. Perilli    | 2        | -2      | 0           | 0          | 0            | 0            | 0            | 0            | 2        | -2     | 0           | 0          |
| A. Sarr       | 33       | 4       | 1           | 0          | -            | -            | -            | -            | 33       | 4      | 1           | 0          |
| S. Serdar     | 22       | 2       | 3           | 1          | -            | -            | -            | -            | 22       | 2      | 3           | 1          |
| D. Silva      | 11       | 0       | 1           | 0          | 1            | 0            | 1            | 0            | 12       | 0      | 2           | 0          |
| A. Sishuba    | 0        | 0       | 0           | 0          | -            | -            | -            | -            | 0        | 0      | 0           | 0          |
| T. Slotsager  | 0        | 0       | 0           | 0          | -            | -            | -            | -            | 0        | 0      | 0           | 0          |
| T. Suslov     | 31       | 0       | 6           | 1          | 1            | 0            | 0            | 0            | 32       | 0      | 6           | 1          |
| E. Tavşan     | 0        | 0       | 0           | 0          | 1            | 0            | 0            | 0            | 1        | 0      | 0           | 0          |
| J. Tchatchoua | 36       | 2       | 6           | 1          | 1            | 0            | 1            | 0            | 37       | 2      | 7           | 1          |
| C. Tengstedt  | 25       | 6       | 2           | 0          | 1            | 1            | 0            | 0            | 26       | 7      | 2           | 0          |
| N. Valentini  | 14       | 0       | 4           | 1          | -            | -            | -            | -            | 14       | 0      | 4           | 1          |